# Itō Takeo

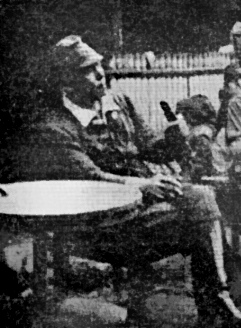
Itō Takeo

Itō Takeo (jap. 伊東 武夫; * 6. Juli 1889 in der Präfektur Fukuoka, Japan; † 24. Februar 1965) war ein Generalleutnant der Kaiserlich Japanischen Armee.

## Leben
Itō Takeo wurde 1889 in der Präfektur Fukuoka geboren. Zu Beginn des Zweiten Japanisch-Chinesischen Krieges war er kommandierender Offizier des 228. Infanterieregiments. Nach der Beförderung zum Generalmajor am 25. August 1941 wurde er zum Befehlshaber der 38. Infanterie-Brigade der 38. Division, die den größten Truppenteil bei der Invasion Hongkongs kurz nach Beginn des Pazifikkriegs stellte.
Anfang 1942 erhielt er ein unabhängiges Kommando unter dem Namen Itō-Abteilung, welche sich hauptsächlich aus Truppen des 228. Infanterieregiments, der 38. Infanteriedivision und des 1. Regiments der Kure Kaigun Tokubetsu Rikusentai, der Spezialmarineinfanterie der Kaiserlich Japanischen Marine zusammensetzte. Mit dieser Truppe nahm er an der Schlacht von Ambon in Niederländisch-Indien und befehligte in der Nacht vom 19. zum 20. Februar die Landung im niederländischen Westtimor (Schlacht um Timor). Beide Operationen wurden auch durch die Rücksichtslosigkeit der Japaner gegenüber Kriegsgefangenen und Zivilisten sowie verschiedene Massaker an Gefangenen bekannt.
Im November 1942 wurde Itō mit einem Regiment der 38. Division nach Guadalcanal verschifft um die dortigen japanischen Truppen in der Schlacht um Guadalcanal zu unterstützen. Dort unterstützte er den Stab der 38. Division unter anderem bei der Schlacht um die Gifu-Stellung teil. Entgegen einigen Behauptungen ist er dabei jedoch nicht gefallen, sondern wurde mit den Resten der japanischen Truppen auf der Insel Anfang 1943 in der Operation Ke evakuiert.
Am 8. Juli 1944 wurde er zum Befehlshaber der 40. Selbstständigen Gemischten Brigade, die auf Neuirland und Neuguinea stationiert war. Am 26. November desselben Jahres folgte seine Beförderung zum Generalleutnant.
Am 19. September 1945 traf die australische Sloop HMAS Swan vor Itōs Hauptquartier in Namatanai ein. Der General wurde eingeschifft, um sich dem Generalmajor der australischen Armee, Kenneth W. Eather, dem Kommandeur der australischen 11. Division, zu ergeben.
Bei Kriegsende geriet Itō somit in Kriegsgefangenschaft und vor ein Kriegsverbrechertribunal gestellt, welches ihn des Mordes an chinesischen Zivilisten anklagte. Am 24. Mai 1946 wurde er auf Rabaul schuldig gesprochen und zum Tode verurteilt. Bereits am 28. Oktober desselben Jahres wurde er jedoch begnadigt und kehrte nach Japan zurück, wo er am 24. Februar 1965 starb.